# 박팔봉
박팔봉(朴八峰, 1901년 ~ 1980년 1월 21일)은 대한민국의 정치인이다. 제2대 국회의원을 지냈다.

## 약력
- 전라남도 광주보통학교 졸업(1914년)
- 동아일보 고흥지국장
- 대한청년단 고흥군단장
- 제2대 국회의원
- 한국독립당 당무위원 겸 대표전임고문

## 역대 선거 결과
|  | 48.01% |

|  | 24.79% |